# Fundânia (gens)

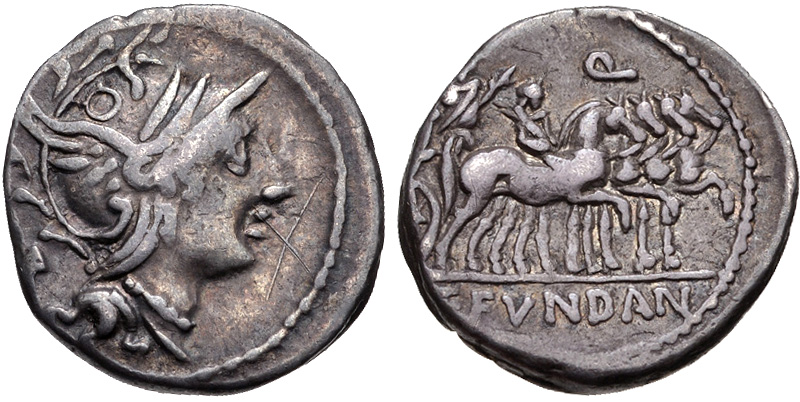
Denário de Caio Fundânio, 101 a.C. O anverso representa a cabeça de Roma, enquanto o reverso retrata Caio Mário como triunfador em uma carruagem; o jovem a cavalo é provavelmente seu filho. Marius recebeu este triunfo por sua vitória sobre os teutões.

A gens Fundânia ou Fundania foi uma família plebeia da Roma Antiga, que aparece pela primeira vez na história na segunda metade do século III a.C. Embora os membros desta gens também aparecem durante a época imperial, e Gaius Fundanius Fundulus tenha obtido o consulado em 243 a.C., os Fundanii nunca foram uma família importante do estado romano. 

## Origem
O nomen Fundanius é derivado do sobrenome Fundanus, designando originalmente um residente de Fundi, uma cidade do sul do Lácio, cujos habitantes receberam cidadania romana no final da Guerra Latina em 338 a.C. Os ancestrais dos Fundanii provavelmente vieram de Fundi para Roma, possivelmente após o fim da Guerra Latina. 

## Praenomina
Os principais prenomes dos Fundanii foram Caio (Gaius) e Marco (Marcus). Outros prenomes aparecem ocasionalmente, incluindo Quinto (Quintus) entre os primeiros Fundanii, e Lúcio (Lucius) nos tempos imperiais. Todos esses foram nomes muito comuns ao longo da história romana.

## Ramos e cognomina
O único cognome usado pelos Fundanii durante a República é Fúndulo (Fundulus), uma espécie de salsicha, pertencente a sobrenomes derivados de nomes de objetos e animais familiares.   Lamia, sobrenome de Lucius Fundanius Aelianus, cônsul em 116 d.C., foi herdado da família Aelia, na qual era um cognome regular. 

## Membros

### Fundanii Funduli
- Quinto Fundânio Fúndulo, avô de Caio Fundânio Fúndulo, cônsul de 243 aC. [5]
- Caio Fundânio Q. f. Fúndulo, pai de Caio Fundânio Fúndulo. [5]
- Caio Fundânio C. f. P. n. Fúndulo, cônsul em 243 a.C. Como edil plebeu em 246, ele e seu colega, Tibério Semprônio Graco, acusaram Cláudia, filha de Ápio Cláudio Ceco, e impuseram uma multa pesada, que foi usada para construir um templo a Libertas no Monte Aventino. Como cônsul, Caio Fundânio foi para a Sicília para se opor a Amílcar Barca durante a Primeira Guerra Púnica. Depois de recusar primeiro o pedido de Amílcar de trégua para o enterro dos mortos, Fundânio cedeu e pediu a Amílcar os mesmos termos, que o cartaginês concedeu. [6] [7] [8]
- Marco Fundânio Fúndulo, edil plebeu em 213 a.C., junto com seu colega, Lúcio Villio Tapulo, acusou certas matronas romanas antes do comitia tributa de uma vida desordenada e conseguiu seu banimento.[9]

### Outros
- Marco Fundânio, tribuno da plebe em 195 a.C., junto com seu colega, Lúcio Valerio, propôs a abolição da lex Oppia, uma lei suntuária que restringia o vestuário e os modos das mulheres romanas. Eles foram contestados pelos tribunos Marco e Públio Junio Bruto, e pelo cônsul Marco Pórcio Cato, mas foram vigorosamente apoiados pelas matronas romanas, e pelo outro cônsul, Lúcio Valério Flaco; e a lei foi rescindida.
- Caio Fundânio, questor em 101 a.C. Ele cunhou moedas durante sua magistratura, o que mostra seu apoio a Caio Mário. Ele foi o primeiro financiador a retratar um romano vivo em moedas.
- Caio Fundânio C. f., sogro de Marco Terêncio Varrão, em cujo diálogo De Re Rustica ele aparece como um dos oradores. Pela descrição de Varro parece que Fundânio era um estudioso, que estava familiarizado com pelo menos as estatísticas da agricultura. Varrão também o citou em um de seus tratados filológicos. Ele provavelmente foi senador em 81 e tribuno da plebe em 68.
- Fundânia C. f. C. n., a esposa de Varrão, havia comprado uma propriedade, e Varrão compôs seus três livros, De Re Rustica, como um manual para sua instrução em sua administração. O primeiro livro, De Agricultura, é dedicado a ela.
- Marco Fundânio, defendido por Cícero em 65 a.C. Os fragmentos da oração de Cícero não nos permitem entender nem a natureza da acusação nem o resultado do julgamento. O irmão de Cícero, Quinto Túlio Cícero, escreveu que Fundânio seria útil a Cícero em sua próxima eleição para o consulado. Ele pode ser o mesmo Fundânio mencionado por Quinto quando ele estava servindo como procônsul da Ásia em 59 a.C.
- Caio Fundânio (M. f.), amigo de Cícero; possivelmente o mesmo que o eques Caio Fundânio, que abandonou Cneu Pompeu alguns dias antes da Batalha de Ategua e passou para César em 45 a.C.
- Marco Fundânio, conhecido pelas fichas de chumbo que cunhou na Espanha no primeiro século a.C.
- Caio Fundânio, um escritor de comédias na época de Augusto. Horácio elogia sua gestão dos escravos e intrigantes do drama cômico.
- Lúcio Fundânio Lamia Eliano, cônsul em 116 d.C., durante o reinado de Trajano, e governador da Ásia de 131 a 132. A rota de sua descendência dos Fundanii não é clara, mas o nomen foi passado para vários de seus descendentes.[10][11]
- Fundânia L. f., esposa de Marco Ânio Libo, um nobre tio de Marco Aurélio. Ela teve dois filhos: Marco Ânio Libo, legado na Síria em 162 d.C, e Annia Fundania Faustina. Após a morte do mais velho Libo, Lúcio Vero deu Fundânia em casamento a Agáclito, um liberto de Marco Aurélio, contra a vontade deste último.
- Ânia Fundânia Faustina, casou-se com Tito Pomponio Proculo Vitrasio Polio, cônsul em 151 d.C., e foi mãe de Tito Fundânio Vitrasio Polio e Vitrasia Faustina. Os dois filhos de Faustina foram mortos por Cômodo em 182, ostensivamente por conspirar contra ele, enquanto a própria Faustina foi morta por ordem de Cômodo em 192, pouco antes de seu assassinato.
- Tito Fundânio Vitrasio Polio, morto junto com sua irmã, Vitrasia Faustina, em 182, por ordem de seu primo, o imperador Cômodo, que acreditava que eles estavam conspirando contra ele.